# Aperittochelifer protractus
Aperittochelifer protractus är en spindeldjursart som först beskrevs av Hewitt och Godfrey 1929.  Aperittochelifer protractus ingår i släktet Aperittochelifer och familjen tvåögonklokrypare. Inga underarter finns listade i Catalogue of Life.